# Ulriksdals maskinhus

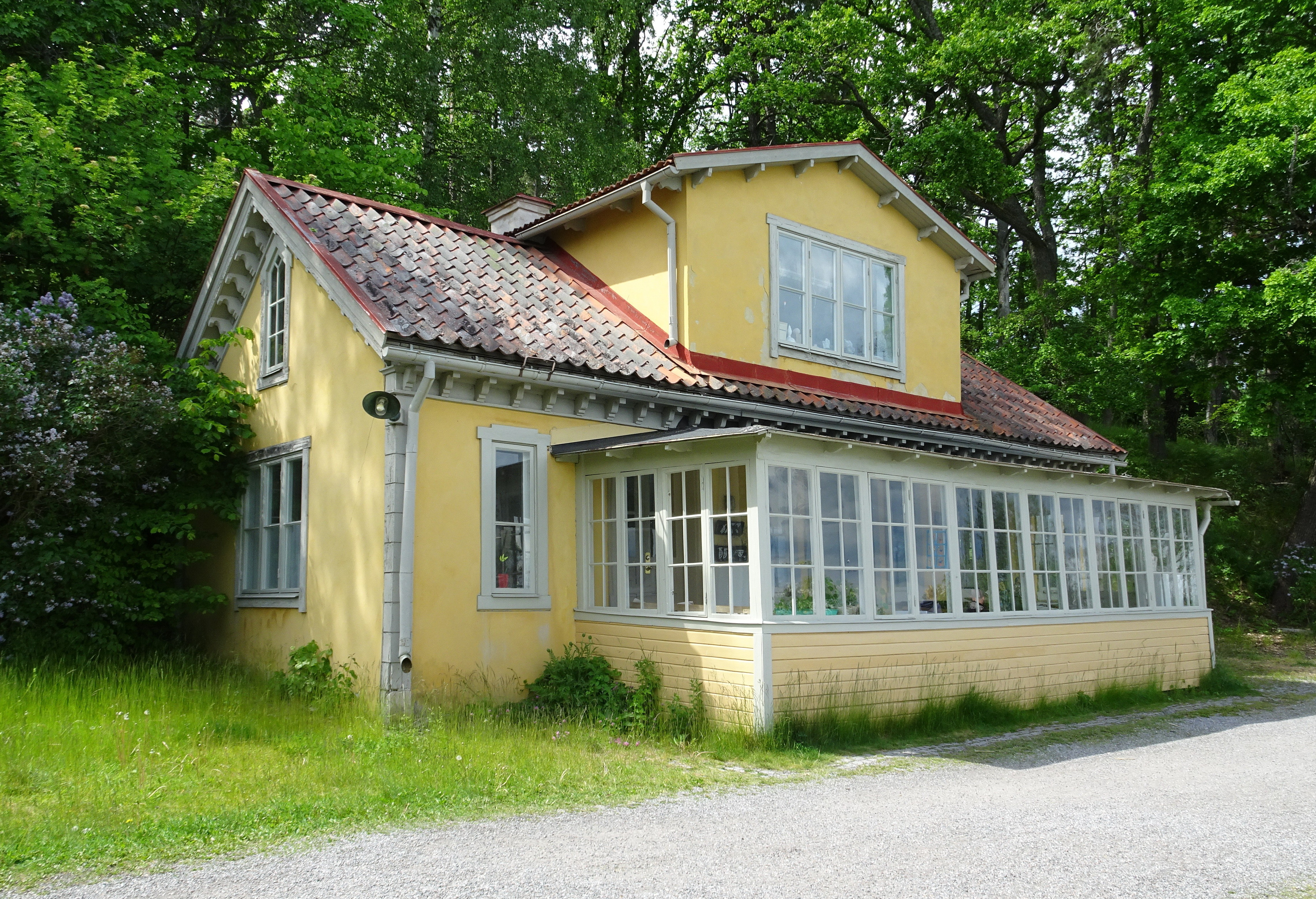
Ulriksdals f.d. maskinhus, juni 2020.

Ulriksdals maskinhus är en kulturhistorisk intressant byggnad vid Ulriksdals Strandväg 5 på Ulriksdals slottsområde i Solna kommun. Maskinhuset byggdes som pumphus 1860 och är numera ombyggt till bostad och ateljé. Byggnaden är det nordligaste av de tre strandhusen belägna på slottsfastigheten Ulriksdal 2:3 som är ett statligt byggnadsminne sedan år 1935.

## Historik

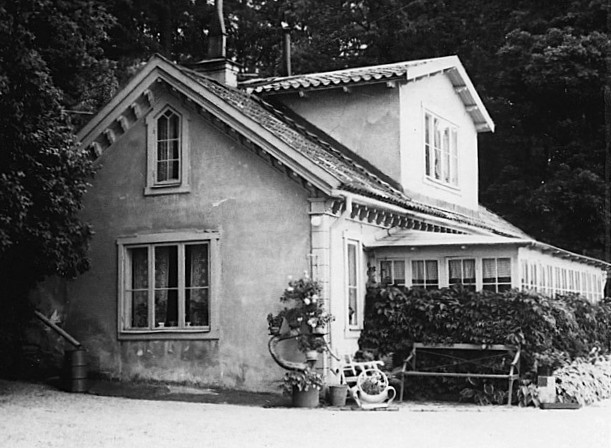
Ulriksdals f.d. maskinhus, 1968.

Under Karl XV skedde en nygestaltning av slottsparken, då revs allt i lustträdgården utom orangeriet, mittfontänen och de av Carl Hårleman anlagda boskéerna. För matning med vatten till Ulriksdals slotts kvarvarande fontäner och dammar fanns en, numera torrlagd, bassäng på Mons Mariae kullen belägen norr om orangeribyggnaden (dagens Orangerimuseet). Därifrån rann vattnet med självfall till fontänen i parken och springbrunnen på slottets borggård. Den senare är numera igenlagd.
För att pumpa vatten från Edsviken upp till bassängen lät Karl XV 1860 uppföra ett maskinhus i sten, putsade fasader och ursprungligen en hög skorsten. Platsen för maskinhuset var slottets tidigare vedgård. Vattenuppfordringen sköttes av en ångdriven pump som stod i södra rummet av maskinhuset. Anordningen togs ur tjänst efter första världskriget (1918). 
Maskinhuset vid Edsvikens strand byggdes om till bostad, bland annat tillkom glasverandan mot sjön och en frontespis för att kunna nyttja övervåningen. Byggnaden renoverades 1996 efter ritningar av arkitekt Peter von Knorring och används idag som bostad och konstnärsateljé. Närmaste granne i söder är Byggmästarbostället.